# Jan Šrámek (politický vězeň)
Jan Šrámek (13. června 1922 Jaroměř – 22. září 2008 Náchod) byl český politický vězeň.
Jan Šrámek se v roce 1949 aktivně zapojil do protikomunistického odboje, za což byl v následujícím roce (1950) odsouzen ke 12 letům vězení a konfiskaci veškerého majetku. Následně 10 let a tři měsíce strávil v uranových dolech.
Po roce 1989 se Šrámkovi dostalo rehabilitace.
Šrámkovi bylo za jeho dlouholeté věznění přiznáno odškodnění ve výši přesahující milion korun Tyto finance předal městu Jaroměři na vybudování pomníku T. G. Masaryka v tamních Masarykových sadech. Kromě toho prodal zděděné polnosti o rozloze přes 31 tisíc m², a tím přidal na pomník další finance.
Vytvořením nové sochy se rozhodl pověřit akademického sochaře Petra Nováka z Jaroměře. Šrámek se pak také zúčastnil slavnostního odhalení bronzového pomníku dne 28. října 2003.
Šrámek zemřel v pondělí 22. září 2008 v Oblastní nemocnici v Náchodě ve věku 86 let. Poslední rozloučení se konalo v chrámu svatého Jakuba.

## Ocenění
V prosinci 2003 byl jmenován čestným občanem města Jaroměře a 28. října 2007 obdržel od prezidenta republiky Václava Klause státní vyznamenání – medaili Za zásluhy.